# 中央大学附属中学校・高等学校
中央大学附属中学校・高等学校（ちゅうおうだいがくふぞくちゅうがっこう・こうとうがっこう）は、東京都小金井市貫井北町に所在し、中高一貫教育を提供する私立中学校・高等学校。
高等学校において、中学校から入学した内部進学の生徒と高等学校から入学した外部進学の生徒との間で、第2学年から混合してクラスを編成する併設混合型中高一貫校。学校法人中央大学が設置する附属学校。生徒数は約1,500名。略称は「中附」（ちゅうふ）。旧制目白中学校を母体としている。

## 歴史
- 1909年2月22日 - 東京府豊多摩郡落合村（現・新宿区下落合）の近衛篤麿公爵家屋敷地内に、東亜同文会が中国人留学生受け入れ施設である東京同文書院に併設教育機関として「私立中学校設立許可願」を文部省に提出。設立者・細川護成および柏原文太郎。
- 1926年10月 - 東京府北多摩郡上練馬村（現・練馬区高松の練馬区立練馬中学校地[2]）に移転。
- 1935年4月10日 - 杉並区へ移転、翌11日には杉並中学校に改称が認可される。初代校長に岡本隆冶就任。定員500名。
- 1948年4月 - 学制改革により、新制の杉並中学校・杉並高等学校へ改組。
- 1952年5月 - 杉並中学校・杉並高等学校の運営法人である学校法人杉並高等学校と学校法人中央大学の合併が認可。中学校廃止。校名を中央大学杉並高等学校と改称。
- 1963年1月 - 中央大学杉並高等学校を母体として中央大学附属高等学校の設立が認可される。
- 1963年3月 - 小金井市貫井北町へ移転。跡地には新設校として中央大学杉並高等学校を設置。
- 1963年4月 - 中央大学附属高等学校と改称。初代校長 岩本春市就任。
- 1966年4月 - 第2代校長 金子文六就任。
- 1968年2月4日 - 中大文化連盟サークルおよび社会主義学生同盟を中心とする700名の中央大学生により早朝から校内にピケが張られて中央大学への内部進学試験が阻止され、「学内進学試験」はこの年以降廃止されることになる。
- 1969年5月29日 - 第3代校長に伊津野正就任。
- 1969年10月16日 - 「中大附属反戦会議」が生徒会中央委員会にビラ配布の許可申請を求め、同時に「生徒心得第9条」の廃止と「生徒指導部解体」運動を展開。
- 1969年10月27日 - 「反戦系」の生徒が午前3時から校舎にバリケードを築き学校を占拠。学校当局は警察を導入、多くの生徒は逃走できたが3名が補導の形で検挙される。
- 1970年6月23日 - 生徒会有志が中心となって組織された約200名の中央大学附属高等学校生徒の「反安保デモ」が高等学校から中央線武蔵小金井駅まで行われる。この時期、職員会議も生徒の諸活動を、自主性に委ねるということに決定。
- 1970年10月15日 - 生徒総会において、従来の校則を撤廃し、自治綱領として現行「学校生活」を制定。自由化の基礎が固まる。
- 1971年7月20日 - 学内の自由化達成、制服・校則全廃。国歌斉唱国旗掲揚等の形式的式典の廃止。伊津野正校長が、同日の終業式で自由化決議承認を全生徒に通告。
- 1972年4月1日 - 伊津野正校長が教員のための研究条件の向上と民主化制度「高等学校専任教員研修日実施要綱」を発効させる。また1学年定員550名を500名に削減し教育条件を改善。
- 1973年10月15日 - 伊津野正校長辞任。後任に同年10月22日小松春雄教授が第4代校長として就任。
- 1974年12月16日 - 冨田彦一教頭が第5代校長として校長に任命。
- 1975年11月 - 第二体育館竣工。
- 1978年3月 - 図書館竣工。
- 1982年2月1日 - 中央大学附属高等学校教職員組合が教職員実子についての特別入学、運動部についての特別入学、およびその他縁故者子弟の特別入学の全廃を冨田彦市校長に要望書を提出し、これを契機に「特別入学」を全廃、入試の公正を実現。
- 1985年4月 - 第6代校長新井正男就任。
- 1989年4月 - 第7代校長山田健三就任。
- 1993年4月 - 第8代校長深澤俊就任。
- 1997年4月 - 第9代校長中西又三就任。
- 2001年4月 - 男女共学・週五日制実施。[3][4]
- 2003年3月 - 1号館改築工事竣工。
- 2003年4月 - 第10代校長金子雄司就任。
- 2007年4月 - 週六日制実施。
- 2008年4月 - 第11代校長三枝幸雄就任。
- 2010年4月 - 中央大学附属中学校開校。
- 2013年4月 - 第12代校長小杉末吉就任。
- 2017年4月 - 第13代校長木川裕一郎就任。
- 2019年4月 - 文部科学省の「スーパーサイエンスハイスクール（SSH）」に指定される。
- 2021年4月 - 第14代校長石田雄一就任。

## 校風
教育目標は
1. 主体的・創造的な学習意欲を高め、均衡ある基礎学力の充実を図ることによってよって、論理的思考力と健全な批判力を養い、旺盛な知的好奇心と豊かな個性を持つ、大学の基幹学生となるべき資質を涵養する
2. 自主・自治の精神を発揚し、特別活動の活性化を図ることによって、指導性・協調性・社会性を養う
3. 自主・自律の精神を尊重し、規律ある生活習慣の確立を図るとともに、自由と責任を重んじる、社会の形成者としての資質を育成する

という三項目から成り立っている。
旧制目白中学校・旧制杉並中学校・杉並高校時代には「目白の丘にその昔たてし理想をうけつぎ強く正しく培える杉並高く今茂る　文化の光暖かに自治の心を育みて清く明るく生いたてる桂の若葉今匂う」等の校歌が存在していたが、中央大学附属高校へ合併・移転以降、独自の校歌を廃した。したがって、式典や硬式野球部の大会時に使用されるのは、中央大学の学歌である。

### 制服
学校が指定した制服は存在しない。いわゆる"なんちゃって制服"を着用する生徒と、完全な私服を着用する生徒が、ほぼ半々存在する。
一方、中学には「中附スタイル」と呼ばれる制服がある。ここにも校風である“自由”が生かされており、ブレザーは二種類、シャツ四種類、ズボン四種類、スカート四種類、ネクタイ四種類、リボン四種類、女子用スラックスの中から、各々好きな組み合わせで着ることができる。

### 生徒自治の伝統
現在は学生運動の衰退により、生徒主体の自治体制が弱体化したが、教職員により継続されている。

## 部活動
運動部
- アメリカンフットボール部
- 硬式野球部
- サッカー部
- 水球部
- ソングリーディング部
- 卓球部
- ダンス部
- 硬式テニス部
- 軟式野球部
- バスケットボール部
- バドミントン部
- バレーボール部
- ハンドボール部
- ライフル射撃部
- 陸上競技部

文化部
- ESS部
- 演劇部
- 合唱部
- コンピュータ部
- 物理部
- 茶華道部
- 美術・書道・文芸部
- 吹奏楽部
- 生物部（Wildlife）
- 地学研究部
- マンドリン部

## 交通
出典 : 
- JR中央線武蔵小金井駅 より
  - 徒歩18分
  - 京王電鉄バス武31・武32 「中大附属高校」下車。
- 西武新宿線小平駅より銀河鉄道小平国分寺線 「中央大学附属中学・高等学校」下車。

## 著名な出身者
- 埴谷雄高（本名 般若豊、文学者（小説「死霊」の著者） / 目白中学卒））
- 吉行エイスケ（作家吉行淳之介の父 / 目白中学在学）
- 堀木鎌三（厚生大臣、参議院議員。運輸省鉄道総局長、鉄道省鉄道監・業務局長 / 目白中学卒）
- 松平勇雄（福島県知事 / 目白中学卒）
- 津田久（住友商事社長 / 目白中学卒）
- 鈴木陽悦（参議院議員）
- 熊谷裕人（参議院議員）
- 小島敏男（衆議院議員）
- 井澤邦夫（国分寺市長）
- 秋山俊行（東京都副知事、東京都人材支援事業団理事長、日本自動車ターミナル社長）
- 野島廣司（ノジマ社長、アイ・ティー・エックス社長、スルガ銀行副会長）
- 上西京一郎（オリエンタルランド代表取締役社長・COO）
- 井上亮（オリックスグループCEO、関西経済連合会副会長、リース事業協会会長）
- 秋元康（プロデューサー、作詞家）
- 富岡幸一郎（文芸評論家）
- 篠原常一郎（ジャーナリスト、政治評論家）
- 二階堂黎人（推理作家）
- 上念司（経済評論家）
- 茂木大輔（NHK交響楽団首席オーボエ奏者、指揮者、エッセイスト）
- 小宮信夫（犯罪社会学者、立正大学文学部社会学科教授）
- 落合弘樹（歴史学者、明治大学文学部教授）
- 八木橋正雄（言語学者）
- 横川潤（文教大学国際学部国際観光学科教授）
- 古今亭志ん輔（落語家）
- 柳家小団治（落語家）
- 柳家さん喬（落語家）
- 星野卓也（お笑い芸人）
- 碓井哲雄（元中央大学陸上長距離選手、元本田技研監督、元神奈川工科大監督、日本陸連・JOC強化コーチ、箱根駅伝解説者 / 中大杉並高（現・中大附高）昭和35年卒）
- 富田清吾（元プロ野球選手・読売ジャイアンツ）
- 西澤淳二（元プロサッカー選手・コンサドーレ札幌）
- 嶋岡健治（男子バレーボール日本代表）
- 丸山孝（男子バレーボール日本代表）
- 蒲生晴明（日本ハンドボール協会の強化本部長。北京五輪アジア予選男子代表チーム総監督）
- 谷口正朋（男子バスケットボール日本代表 / 中大杉並高（現・中大附高）卒）
- 山岸明生（アメリカンフットボール選手）
- 小倉智昭（ニュースキャスター、司会者）
- 川原伸司（音楽プロデューサー）
- 生田竜聖（フジテレビアナウンサー）
- 横林良純 (NHKアナウンサー）
- 吉川圭一（北陸朝日放送アナウンサー）
- 深澤朝香（フリーアナウンサー）
- 西澤由夏（AbemaTVアナウンサー）
- 出門英（歌手）
- ナオト・インティライミ（ミュージシャン）
- 鈴木勝吾（俳優）
- 稲津航（総合格闘家）
- ムータン（AV男優 / 中退）
- 麻生夏子（歌手）
- 湯上響花（ファッションモデル）
- やまと（YouTuber・コムドット）
- 雨ニモマケズ、ダーウィンは来ズ。（YouTuberグループ）
- 塚崎修治（元競泳日本代表、元日本記録保持者）
- 畑中翔太（クリエイティブ・ディレクター、プロデューサー、脚本家）